# Macrocentrus buolianae
Macrocentrus buolianae är en stekelart som beskrevs av Eady och Clark 1964. Macrocentrus buolianae ingår i släktet Macrocentrus och familjen bracksteklar. Inga underarter finns listade i Catalogue of Life.